# 8-オキソグアニン
8-オキソグアニン（英: 8-Oxoguanine、8-oxo-Gua、OH8Gua）は、活性酸素種がグアニンを修飾することによって生成する化合物である。最も一般的なDNAの損傷の1つで、その結果、アデニンとのミスマッチ対が生じ、ゲノム中でグアニンからチミン、シトシンからアデニンへの置換が起こる。ヒトでは主に、DNAグリコシラーゼのOGG1によって修復される。
| 8-oxoG (syn) とdA (anti) のフーグスティーン型塩基対 |  | 比較のために、標準的な（変異原性のない）GC塩基対をここに示す。 |
| 8-oxoG (syn) とdA (anti) のフーグスティーン型塩基対 |  | 比較のために、標準的な（変異原性のない）GC塩基対をここに示す。 |